# 20053 Cavefish
20053 Cavefish este o planetă minoră (asteroid), cu un diametru de 3,415 km, din centura de asteroizi. A fost descoperită pe 21 martie 1993 la Observatorul La Silla de Uppsala–ESO Survey of Asteroids and Comets⁠(d). 
Obiectul prezintă o orbită caracterizată de o semiaxă mare de 2,6429461 UAi, o excentricitate de 0,12, o înclinație de 14,24832 ° în raport cu ecliptica.